# Wytyczne techniczne G-4.5
Wytyczne techniczne G-4.5 – projekt zbioru zasad technicznych dotyczących wykonywania prac geodezyjnych w Polsce związanych z zakładaniem osnów pomiarowych w procesie opracowania mapy zasadniczej w skali 1:5000 metodą fotogrametryczną opracowany jako uzupełnienie instrukcji technicznej G-4 "Pomiary sytuacyjne i wysokościowe" w 1980 roku. Wytyczne miały stanowić uzupełnienie instrukcji technicznej G-4 będącej do 8 czerwca 2012 standardem technicznym w geodezji.
Projekt został sporządzony w Państwowym Przedsiębiorstwie Geodezyjno-Kartograficznym przez zespół w składzie: Teresa Dąbrowska oraz Jerzy Orszulak na zlecenie Biura Rozwoju Nauki i Techniki Głównego Urzędu Geodezji i Kartografii reprezentowanego przez: Stanisława Czarneckiego i Edwarda Jarosińskiego, a wydany drukiem w lipcu 1980 roku.
Wytyczne miały być wprowadzone w celu ujednolicenia sposobu zakładania poziomej osnowy pomiarowej metodą fotogrametryczną z wykorzystaniem fotogrametrycznych zdjęć lotniczych wykonanych do opracowania pierworysu mapy zasadniczej dla skali 1:5000. Osnowa zakładana zgodnie z tymi wytycznymi miała zastąpić na terenach rolnych osnowę szczegółową III klasy. Wytyczne definiują zarówno samą osnowę pomiarową (jako zbiór punktów będący zagęszczeniem istniejącej poziomej osnowy podstawowej i szczegółowej), dokładność położenia punktów (średni błąd poniżej 0,20m), jak i stopień zagęszczenia (nie mniej niż 1 pkt/20ha).
Projekt wytycznych G-4.5 podaje proces zakładania osnowy w poszczególnych etapach:
1. sporządzenie projektu nalotów
2. analizę dokumentów i opracowania założeń projektu
3. wywiad w terenie i opracowanie projektu technicznego
4. stabilizację punktów
5. wykonanie zdjęć lotniczych
6. fotogrametryczna identyfikacja punktów osnowy
7. obserwacje i obliczenia aerotriangulacji
8. pomiary uzupełniające